# Макнили, Питер
Питер Макнили (англ. Peter McNeeley, родился 6 октября 1968 года в Бостоне, штат Массачусетс, США) — американский боксёр-профессионал, выступавший в тяжёлой весовой категории. Макнили — сын боксёра-тяжеловеса Тома Макнили, соперника Флойда Паттерсона в чемпионском бою 4 декабря 1961 года.

## Профессиональная карьера
Макнили дебютировал в 1991 году в бою с Ваном Дорси, которого нокаутировал в первом раунде. Выиграв первые 24 боя, в 1994 году небитый Макнили встретился со Стэнли Райтом и проиграл нокаутом в восьмом раунде. После этого боя Макнили провёл беспроигрышную серию из 12 поединков, выиграв их в основном в первом раунде.
В августе 1995 года Макнили вышел на ринг против Майка Тайсона. В самом начале первого раунда Тайсон правым крюком в голову отправил на пол противника. Макнили вскочил и неожиданно пробежался вокруг ринга. Рефери Миллс Лейн схватил его за руку и начал отсчитывать нокдаун. Бой продолжился. В середине раунда Тайсон провел успешную атаку и правым апперкотом отправил Макнили в нокдаун. Рефери начал отсчет. На ринг вышли люди из угла Макнили. Рефери попросил их уйти, но они отказались, после чего Лейн принял решение о дисквалификации Макнили. Питер кричал в камеру, что ещё вернется и покажет всем, на что реально способен. Бой Тайсон-Макнили собрал более 96 миллионов долларов США по всему миру, в том числе рекордные 63 млн в США. Макнили стал шестым боксёром, который проиграл Тайсону не нокаутом, хотя остальные продержались до конца, проиграв по очкам.
После этого боя Макнили чередовал победы с поражениями и в 2001 году оставил ринг. За всю карьеру он одержал 47 побед, 36 нокаутом, 25 из них в 1 раунде. Помимо Райта и Тайсона, Макнили уступил Луису Монако, Брайану Нильсену, Эрику Эшу («Баттербин»), Генри Акинванде, Майку Бернардо.